# Saranac Inn
Saranac Inn – osada (ang. populated place) w hrabstwie Franklin w stanie Nowy Jork w Stanach Zjednoczonych. Położona jest na północnym krańcu jeziora Upper Saranac Lake.
Osada powstała wokół wybudowanego w 1864 hotelu o tej samej nazwie. Ośrodek ten był odwiedzany m.in. przez prezydentów USA Grovera Clevelanda oraz Chestera Arthura. Został on zamknięty w 1962 roku, a w 1978 doszczętnie spłonął.